# Thecla menalcas
Thecla menalcas är en fjärilsart som beskrevs av Pieter Cramer 1782. Thecla menalcas ingår i släktet Thecla och familjen juvelvingar. Inga underarter finns listade i Catalogue of Life.